# Heinz-Werner Geisenberger
Heinz-Werner Geisenberger (* 1945 in Garmisch-Partenkirchen) ist ein deutscher Autor und Regisseur.

## Leben
Kindheit in Farchant nahe Garmisch-Partenkirchen. Nach dem Realschulabschluss machte Geisenberger eine Bergmannslehre in Bottrop und war danach in unterschiedlichen Berufen tätig. Von 1979 bis 1985 verfasste er neben zahlreichen Sketchen unter anderem die Komödien Die Mitgift und Chaos bei Schibulskis für Laienbühnen, war Regisseur und in der Rolle des Aribert Schibulski Schauspieler. Ab Dezember 1985 schrieb er über Jahre zahlreiche Hörspiele unter anderem für den Hessischen Rundfunk. Er lebt als Rentner und Freier Autor in Duisburg-Rahm.
Geisenberger engagiert sich in der Rettung von Raben.

## Hörfunk
- 1985 – Das Brillenetui   mit Gert Haucke, Rainer Uhlig; Regie: Horst H. Vollmer
- 1985 – Verständigung   mit Gert Haucke, Rainer Uhlig, Heinz Meier; Regie: Horst H. Vollmer
- 1985 – Lohn der Arbeit  mit Rainer Uhlig, Gert Haucke, Thomas Thieme, Peter Schmitz, Michael Hanemann, Heinz Meier; Regie:
- 1985 – Frohe Weihnacht  mit Aenne Nau, Rainer Uhlig, Karoline Dildey, Christiane Eisler, Gert Haucke, Arnold K. Richert; Regie: Horst H. Vollmer
- 1987 – Gleichbehandlung  mit Gert Haucke, Rainer Uhlig; Regie: Klaus Villinger
- 1987 – Peepshow mit Rainer Uhlig, Gert Haucke; Regie: Klaus Villinger
- 1987 – Der Mantel  mit Wolfgang Schwalm, Sibylle Nicolai, Gert Haucke; Regie: Klaus Villinger
- 1987 – Zukunft mit Vergangenheit  mit Rainer Uhlig, Sibylle Nicolai, Gert Haucke; Regie: Klaus Villinger

- 1992 – Eigeninitiative unerwünscht  mit Claus Boysen, Christine Heiß; Regie: Manfred Hess
- 1992 – Kontrollierte Gefühle mit Christoph Eichhorn, Christine Heiß, Andreas Hackert, Moritz Stoepel, Andrea Kopsch, Hans Mittermüller, Walter Renneisen, Willkit Greuèl, Christian Mey; Regie: Manfred Hess
- 1992 – Negativ, weil positiv  mit Christoph Eichhorn, Walter Renneisen, Hans Mittermüller, Willkit Greuèl, Claus Boysen; Regie: Manfred Hess
- 1997 – Unseraans is' flexib'l  mit Wolfram Koch, Jochen Nix; Regie: Christian Gebert
- 1997 – Kreisverkehr  mit Wolfram Koch, Carmen Renate Köper, Walter Renneisen, Sylvia Heid, Wolfgang Gorks, Michael Weber;   Regie: Christian Gebert

## Auszeichnungen
- 1992 – Ingeborg-Drewitz-Preis für das Hörspiel Kontrollierte Gefühle (Hessischer Rundfunk)
- 1993 – Medienpreis der Deutschen AIDS-Stiftung (Journalistenpreis) für das Hörspiel Negativ, weil positiv für den Hessischen Rundfunk